# Белл, Венделл
Ве́нделл Белл (англ. Wendell Bell; 27 сентября 1924, Чикаго, Иллинойс, США — 3 ноября 2019, США) — американский футурист и почетный профессор социологии Йельского университета. Его специализация включала социологию, социальный класс, расу, семейную жизнь и исследования будущего.

## Ранняя карьера
Во время Второй мировой войны Белл был морским авиатором и служил на Филиппинах.
Белл окончил факультет социальных наук Калифорнийского государственного университета во Фресно в 1948 году. В 1952 году он получил степень доктора философии в Калифорнийском университете в Лос-Анджелесе и работал на факультетах Стэнфордского университета (1952—1954), Северо-Западного университета (1954—1957) и Калифорнийского университета (1957—1963; руководил Программой изучения Вест-Индии). С 1963 по 1964 год он был научным сотрудником Центра перспективных исследований в области поведенческих наук в Стэнфорде, Калифорния.

## Карьера в Йеле
Поступив на Йельский факультет в 1963 году, Белл стал председателем Йельского факультета социологии и помог основать Йельскую программу афроамериканских исследований. Он ушел на пенсию из Йельского университета в 1995 году.

## Исследовательские интересы
Хотя ранние исследовательские интересы Белла были сосредоточены на социологии городов США, а некоторые более поздние — на социологии стран Карибского бассейна (с 1979 по 1980 год Белл занимал пост президента Ассоциации карибских исследований), Белл известен прежде всего своими исследованиями и другими работами как футурист.

## Карьера футуриста
Белл работал профессиональным футуристом более 40 лет. В 2005 году Всемирная федерация футуристических исследований присудила ему награду за жизненные достижения. В 2008 году Ассоциация профессиональных футуристов выбрала двухтомный труд Белла «Основы исследований будущего» в качестве одной из десяти наиболее важных книг по исследованиям будущего.